# Cobrin
Cobrin (belarús: Ко́брынь; polonès: Kobryń; rus: Ко́брин) és una ciutat de la província de Biérastse a Belarús i centre del districte de Cobrin. La ciutat es troba a la cantonada sud-oest de Belarús a la confluència del riu Mukhavets amb el Canal Dnepr-Bug. Es troba 52 km a l'est de la Biérastse.

## Fills Il·lustres
- Oscar Zariski (1899-1986), matemàtic